# Empresa de Ônibus Nossa Senhora da Penha
A Empresa de Ônibus Nossa Senhora da Penha, chamada também de Empresa Penha ou simplesmente Penha, é uma empresa brasileira que atua no ramo de transportes fundada por Wilson José Piccoli em 1961. Sua sede localiza-se na cidade de Curitiba, estado do Paraná.
É responsável por diversas rotas nos estados do Paraná, Santa Catarina, Rio Grande do Sul, São Paulo e Rio de Janeiro. Pertence ao Grupo Comporte, conglomerado de transportes liderado pelo empresário Nenê Constantino, que também controla a Gol Linhas Aéreas.

## História
Criada em 1961 por Wilson José Piccoli, a Penha iniciou suas operações realizando linhas que interligavam o sul do Brasil as cidades do Rio de Janeiro e São Paulo. Inicialmente tinha uma garagem no bairro Juvevê em Curitiba e possuía uma frota de 19 ônibus.
Durante os anos 60, a empresa conseguiu aumentar sua frota e, assim passou a operar mais linhas na região sul do país e inaugurou uma linha que rumava o nordeste brasileiro: Rio de Janeiro/Salvador; em 1962, passou a operar a rota Curitiba-Santos. No ano de 1971, a viação se tornou sociedade anônima e se incorporou a outras empresas como parte de sua expansão.
No ano de 1973, a Nossa Senhora da Penha é adquirida pela Viação Itapemirim. Isso abriu caminho para a empresa de Camilo Cola começar a operar linhas no sul do país. Na mesma época adotava em seus ônibus as cores verde, vermelha e branca chamados carinhosamente de melancia.
Nos anos 80 surgia na empresa o primeiro ônibus de 3 eixos fabricado no país: o Tribus. Na mesma década surgiu o serviço leito e o Tribus II e o III passou a vir com suspensão a ar o que lhe conferiu vários prêmios. Em 1996, surgiu o serviço executivo Greenbus com veículos Mercedes-Benz O400 equipados com ar condicionado, banheiro pressurizado e poltronas com reclinação de 55 graus revestidas em veludo e com encosto para as pernas, café e água.
No ano de 1999, a empresa lançou uma nova identidade visual, abolindo a cor verde e adotando um azul claro em seus veículos e estreou o serviço semi-leito Classis, com veículos da Busscar equipados com ar condicionado ecológico, telefone, TV e vídeo, banheiro pressurizado, poltronas confortáveis com encosto de perna, manta, travesseiro, kit lanche, café e água e os serviços Leito e Greenbus são reforçados com mais aquisições de veículos da mesma encarroçadora. Ao mesmo tempo a empresa crescia cada vez mais e se mostrava competitiva e produtiva no mercado, chegando a oferecer até mesmo destinos internacionais ao operar as linhas São Paulo–Córdoba (Argentina) e Bagé–Mello (Uruguai) (Atualmente a empresa não opera mais linhas para fora do país). No mesmo ano de 1999, a Penha aliena 23 linhas para a Auto Viação Catarinense, ligando Curitiba a cidades de Santa Catarina.
Em 2004, o serviço leito recebeu o nome de Astor além de ter sua frota renovada com veículos novos sendo alguns com chassis reencarroçado.
Com o declínio da Viação Itapemirim, a Penha foi vendida ao grupo da família Constantino em 2008, a qual pertence até hoje. No ano seguinte, ocorre uma nova renovação de frota já sob a nova gestão com aquisição de veículos double-decker.
Em 2011, sua frota é renovada com veículos G7 da Marcopolo nas comemorações dos 50 anos da empresa. Em 2012, uma nova identidade visual que rompe com a anterior foi desenvolvida pelo design Paulo Gandolfo evidenciando o véu de Nossa Senhora da Penha nas cores azul celeste e as rendas de prata no escuro de uma noite. Entre 2013 e 2017 sua frota é renovada com veículos da Mascarello e da Marcopolo já na nova identidade visual. Em 2017, seus ônibus recebem a pintura especial dos 300 anos da aparição da imagem de Nossa Senhora Aparecida.
Em outubro de 2017, com autorização da ANTT transfere suas linhas ligando a região Nordeste às regiões Sul e Sudeste para a Expresso Guanabara de propriedade de Jacob Barata. Com o movimento, a empresa concentrou suas operações nas regiões Sul e Sudeste. Entre dezembro do mesmo ano e o início de 2018, operou o trecho Fortaleza x Petrolina, porém voltou a concentrar as operações no Sul e Sudeste. Em 2018, o CADE autoriza sem restrições a transferência das linhas da Penha para a Guanabara e no mesmo ano adquiriu vários veículos 0KM da Marcopolo entre LDs e DDs de 15 metros. Também adquiriu vários DDs da Comil na configuração leito total sendo os primeiros da empresa com elevador para deficientes, todos com uma nova identidade visual. 
Em dezembro de 2020, a empresa expande suas rotas em sua área de atuação, dentre elas as duas principais rotas rodoviárias do país (São Paulo x Rio de Janeiro e São Paulo x Curitiba - nessa última retomando a ligação no qual operou por muitos anos e que foi pioneira na operação da mesma).
Em 1 de julho de 2024, incorporou a empresa Expresso Maringá, pertencente ao mesmo grupo, aumentando sua atuação nos estados do Paraná e São Paulo e agora adentrando no Mato Grosso do Sul.

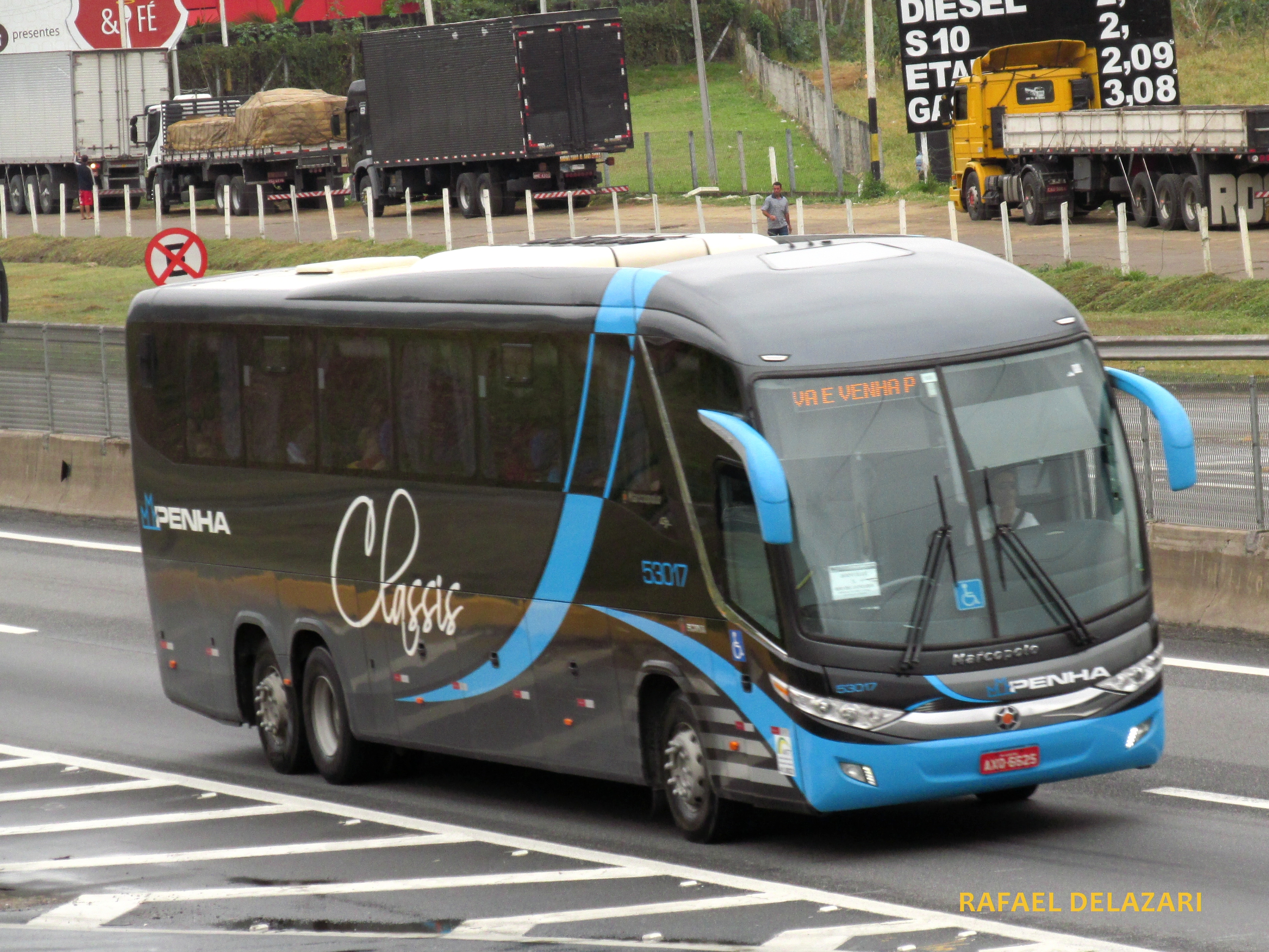